# NGC 2991
NGC 2991 este o galaxie lenticulară situată în constelația Leul. A fost descoperită în 24 februarie 1827 de către John Herschel.